# Запис Стојановића клен (Витошевац)
Запис Стојановића клен (Витошевац) се налази на парцели чији је власник Стојановић Ката.

## Локација
| Општина             | Ражањ                                                           |
| Катастарска општина | Витошевац                                                       |
| Потес               | Парлог                                                          |
| Координате          | 43° 45′ 22″ С; 21° 35′ 09″ И / 43.756° С; 21.585899999999999° И |
| Надморска висина    | 247m                                                            |

## Карактеристике
Дендрометријске вредности утврђене на терену и сателитским снимцима:
| Стабло                     | Клен |
| Висина стабла              | m    |
| Обим дебла                 | m    |
| Пречник крошње             | 11m  |
| Пречник дебла              | m    |
| Висина дебла до прве гране | m    |

## База записа
Запис је у оквиру Викимедија пројекта "Запис - Свето дрво" заведен под редним бројем 1049.